# 50e législature de l'Assemblée fédérale suisse
La 50e législature des Chambres fédérales s'étend du 30 novembre 2015 au 1er décembre 2019. Elle correspond à la 50e législature du Conseil national, intégralement renouvelé lors des élections fédérales de 2015.

## Événements marquants

### Démissions et remplacements
Lors du renouvellement intégral du Conseil fédéral, Guy Parmelin est élu et remplacé par Alice Glauser (UDC/VD).
Le 27 novembre 2016, Jean-François Steiert (PS/FR) est élu au gouvernement du canton de Fribourg, il est remplacé par Ursula Schneider Schüttel (PS/FR).
Le 19 mars 2017, Roberto Schmidt (PDC/VS) est élu au Conseil d'État du canton du Valais et quitte le Conseil national, remplacé par Thomas Egger (CSP/VS). Le 21 mai, Cesla Amarelle (PS/VD) est élue au Conseil d'État du canton de Vaud et quitte le Conseil national, remplacée par Samuel Bendahan (PS/VD). Le 30 juin, Urs Gasche (PBD/BE) démissionne et est remplacé par Heinz Siegenthaler (PBD/BE). Le 27 novembre, Maja Ingold (EVP/ZH), Hermann Hess (de) (PLR/TG), Hansjörg Walter (UDC/TG) et Jonas Fricker (Vert/AG) démissionnent et laissent leur place respectivement à Niklaus-Samuel Gugger (EVP/ZH), Hansjörg Brunner (de) (PLR/TG), Diana Gutjahr (UDC/TG) et Irène Kälin (Vert/AG). Cette date marque également l'élection d'Ignazio Cassis (PLR/TI) au Conseil fédéral en remplacement de Didier Burkhalter, le premier est remplacé par Rocco Cattaneo (PLR/TI).
Le 31 janvier 2018, Yannick Buttet (PDC/VS) démissionne à la suite d'une affaire de harcèlement sexuel et est remplacé par Benjamin Roduit (PDC/VS). Le 8 mars, Jakob Büchler (PDC/SG) démissionne et est remplacé par Nicolo Paganini (PDC/SG). Jakob Büchler a siégé durant presque quinze ans au Conseil national. Le 10 mars, Louis Schelbert (Vert/LU) démissionne et est remplacé par Michael Töngi (Vert/LU). Le 14 mars, Tim Guldimann (PS/ZH), représentant des Suisses de l'étranger démissionne et est remplacé par Fabian Molina (PS/ZH), ancien président de la Jeunesse socialiste suisse. Le 4 mai, Alexander Tschäppät (PS/BE) décède en fonction et est remplacé par Adrian Wüthrich (de) (PS/BE). Le 28 mai, Christine Häsler (Vert/BE) ) et Evi Allemann (PS/BE) sont élues au Conseil-exécutif du canton de Berne et quittent le Conseil national, remplacées par Aline Trede (Vert/BE) et Flavia Wasserfallen (PS/BE). Le 7 juin, Barbara Schmid-Federer (de) (PDC/ZH) démissionne et est remplacée par Philipp Kutter (PDC/ZH). Le 6 décembre, Chantal Galladé (PVL/ZH) démissionne et est remplacée par Daniel Frei (de) (PVL/ZH). Le 7 décembre, Susanne Leutenegger Oberholzer (PS/BL) démissionne et est remplacé par Samira Marti (PS/BL). Le 31 décembre, Toni Brunner (UDC/SG) démissionne et est remplacé par Mike Egger (UDC/SG). Cette date marque également l'élection de Karin Keller-Sutter (PLR/SG) et de Viola Amherd (PDC/VS) au Conseil fédéral en remplacement de Johann Schneider-Ammann et de Doris Leuthard. Elles sont remplacées par Benedikt Würth (PLR/SG) et Philipp Matthias Bregy (PDC/VS).
Le 25 mars 2019, Rebecca Ruiz (PS/VD) est élue au Conseil d'État du canton de Vaud et quitte le Conseil national, remplacée par Nicolas Rochat Fernandez (PS/VD). Le 2 juin, Jürg Stahl (UDC/ZH) démissionne et est remplacé par Therese Schläpfer (UDC/ZH). Ivo Bischofberger (PDC/AI) démissionne et Daniel Fässler (PDC/AI) lui succède au Conseil des États et laissant son siège au Conseil national vacant pour la fin de la législature. Natalie Rickli (UDC/ZH) est élue au Conseil d'État du canton de Zurich et quitte le Conseil national, remplacée par Martin Haab (UDC/ZH).

### Dates des sessions parlementaires
| \| \| Printemps \| Été \| Automne \| Hiver \| \| ---- \| -------------------- \| ---------------- \| --------------------------- \| ------------------------- \| \| 2015 \| Ø \| Ø \| Ø \| 30 novembre - 18 décembre \| \| 2016 \| 29 février – 18 mars \| 30 mai – 17 juin \| 12 septembre – 30 septembre \| 28 novembre – 16 décembre \| \| 2017 \| 27 février – 17 mars \| 29 mai – 16 juin \| 11 – 22 septembre \| 27 novembre – 15 décembre \| \| 2018 \| 26 février – 16 mars \| 28 mai – 15 juin \| 10 – 28 septembre \| 26 novembre – 14 décembre \| \| 2019 \| 04 – 22 mars \| 03 – 21 juin \| 09 – 27 septembre \| \| | Session spéciale (1 semaine) - 25 – 29 avril 2016 - 7 – 9 mai 2019 |                  |                             |                           |
| | Printemps                                                          | Été              | Automne                     | Hiver                     |
| 2015 | Ø                                                                  | Ø                | Ø                           | 30 novembre - 18 décembre |
| 2016 | 29 février – 18 mars                                               | 30 mai – 17 juin | 12 septembre – 30 septembre | 28 novembre – 16 décembre |
| 2017 | 27 février – 17 mars                                               | 29 mai – 16 juin | 11 – 22 septembre           | 27 novembre – 15 décembre |
| 2018 | 26 février – 16 mars                                               | 28 mai – 15 juin | 10 – 28 septembre           | 26 novembre – 14 décembre |
| 2019 | 04 – 22 mars                                                       | 03 – 21 juin     | 09 – 27 septembre           |                           |

- 9 décembre 2015 : renouvellement intégral du Conseil fédéral et élection du président de la Confédération et du vice-président du Conseil fédéral. Walter Thurnherr est élu chancelier de la Confédération.

### Présidences
Le 30 novembre 2015, Christa Markwalder (PLR/BE) est élue à la présidence du Conseil national par 159 voix sur 183 bulletins valables (Christian Wasserfallen obtient 12 voix) et Raphaël Comte (PLR/NE) à celle du Conseil des États par 44 voix sur 44 bulletins valables.
Le 28 novembre 2016, Jürg Stahl (UDC/ZH) est élu à la présidence du Conseil national par 157 voix sur 172 bulletins valables et Ivo Bischofberger (PDC/AI) à celle du Conseil des États par 46 voix sur 46 bulletins valables.
Le 27 novembre 2017, Dominique de Buman (PDC/FR) est élu à la présidence du Conseil national par 160 voix sur 179 bulletins valables et Karin Keller-Sutter (PLR/SG) à celle du Conseil des États par 43 voix sur 43 bulletins valables.
Le 26 novembre 2018, Marina Carobbio Guscetti (PS/TI) est élue à la présidence du Conseil national par 154 voix sur 172 bulletins valables et Jean-René Fournier (PDC/VS) à celle du Conseil des États par 44 voix sur 45 bulletins valables.

## Membres
L'Assemblée fédérale est composée des membres du Conseil national et du Conseil des États élus lors des élections fédérales du 18 octobre 2015 (et lors de la landsgemeinde du 26 avril 2015 pour le représentant d'Appenzell Rhodes-Intérieures au Conseil des États).

### Conseil national
| Nom                            | Parti     | Canton | Remarques |
| ------------------------------ | --------- | ------ | --- |
| Thomas Burgherr                | UDC       | AG     | élu avec 77 555 voix |
| Thierry Burkart                | PLR       | AG     | élu avec 46 433 voix |
| Corina Eichenberger            | PLR       | AG     | réélue avec 43 244 voix |
| Yvonne Feri                    | PS        | AG     | réélue avec 44 592 voix |
| Beat Flach                     | PVL       | AG     | réélu avec 21 206 voix |
| Sylvia Flückiger-Bäni          | UDC       | AG     | réélue avec 78 404 voix |
| Jonas Fricker                  | Les Verts | AG     | élu avec 21 273 voix |
| Ulrich Giezendanner            | UDC       | AG     | réélu avec 99 456 voix |
| Andreas Glarner                | UDC       | AG     | élu avec 75 305 voix |
| Bernhard Guhl                  | PBD       | AG     | réélu avec 24 530 voix |
| Ruth Humbel Näf                | PDC       | AG     | réélue avec 37 265 voix |
| Hansjörg Knecht                | UDC       | AG     | réélu avec 89 392 voix |
| Matthias Jauslin               | PLR       | AG     | prend la place de Philipp Müller élu au conseil des États le 22 novembre.                                                                                      |
| Maximilian Reimann             | UDC       | AG     | réélu avec 80 557 voix |
| Luzi Stamm                     | UDC       | AG     | réélu avec 82 656 voix |
| Cédric Wermuth                 | PS        | AG     | réélu avec 43 788 voix |
| Daniel Fässler                 | PDC       | AI     | réélu avec 3 121 voix |
| David Zuberbühler              | UDC       | AR     | élu avec 6 394 voix |
| Andreas Aebi                   | UDC       | BE     | réélu avec 116 547 voix |
| Matthias Aebischer             | PS        | BE     | réélu avec 81 454 voix |
| Evi Allemann                   | PS        | BE     | réélue avec 77 872 voix |
| Adrian Amstutz                 | UDC       | BE     | réélu avec 163 425 voix |
| Kathrin Bertschy               | PVL       | BE     | réélue avec 32 434 voix |
| Manfred Bühler                 | UDC       | BE     | élu avec 93 353 voix |
| Urs Gasche                     | PBD       | BE     | réélu avec 64 865 voix |
| Andrea Geissbühler             | UDC       | BE     | réélue avec 102 995 voix |
| Jürg Grossen                   | PVL       | BE     | réélu avec 40 560 voix |
| Hans Grunder                   | PBD       | BE     | réélu avec 73 264 voix |
| Christine Häsler               | Les Verts | BE     | réélue avec 57 656 voix |
| Erich Hess                     | UDC       | BE     | élu avec 91 100 voix |
| Lorenz Hess                    | PBD       | BE     | réélu avec 60 553 voix |
| Margret Kiener Nellen          | PS        | BE     | réélue avec 44 096 voix |
| Christa Markwalder             | PLR       | BE     | réélue avec 63 716 voix |
| Nadine Masshardt               | PS        | BE     | réélue avec 62 678 voix |
| Corrado Pardini                | PS        | BE     | 54 626 voix |
| Nadja Pieren                   | UDC       | BE     | réélue avec 113 598 voix |
| Albert Rösti                   | UDC       | BE     | réélu avec 150 656 voix |
| Regula Rytz                    | Les Verts | BE     | réélue avec 65 827 voix |
| Werner Salzmann                | UDC       | BE     | élu avec 104 024 voix |
| Marianne Streiff-Feller        | PEV       | BE     | réélue avec 28 719 voix |
| Alexander Tschäppät            | PS        | BE     | réélu avec 50 127 voix |
| Erich von Siebenthal           | UDC       | BE     | réélu avec 111 393 voix |
| Christian Wasserfallen         | PLR       | BE     | réélu avec 81 611 voix |
| Thomas de Courten              | UDC       | BL     | réélu avec 34 335 voix |
| Maya Graf                      | Les Verts | BL     | réélue avec 36 043 voix |
| Susanne Leutenegger Oberholzer | PS        | BL     | réélue avec 25 616 voix |
| Eric Nussbaumer                | PS        | BL     | réélu avec 33 306 voix |
| Daniela Schneeberger           | PLR       | BL     | réélue avec 22 662 voix |
| Elisabeth Schneider-Schneiter  | PDC       | BL     | réélue avec 15 631 voix |
| Sandra Sollberger              | UDC       | BL     | élue avec 26 637 voix |
| Sibel Arslan                   | Les Verts | BS     | élue avec 7 233 voix |
| Christoph Eymann               | PLS       | BS     | élu avec 11 216 voix |
| Sebastian Frehner              | UDC       | BS     | réélu avec 11 404 voix |
| Beat Jans                      | PS        | BS     | réélu avec 23 149 voix |
| Silvia Schenker                | PS        | BS     | réélue avec 20 779 voix |
| Jacques Bourgeois              | PLR       | FR     | réélu avec 22 347 voix |
| Christine Bulliard-Marbach     | PDC       | FR     | réélue avec 23 308 voix |
| Dominique de Buman             | PDC       | FR     | réélu avec 25 905 voix |
| Pierre-André Page              | UDC       | FR     | élu avec 20 879 voix |
| Valérie Piller Carrard         | PS        | FR     | réélue avec 20 102 voix |
| Jean-François Rime             | UDC       | FR     | réélu avec 29 203 voix |
| Jean-François Steiert          | PS        | FR     | réélu avec 30 717 voix |
| Céline Amaudruz                | UDC       | GE     | réélue avec 20 759 voix |
| Guillaume Barazzone            | PDC       | GE     | |
| Laurence Fehlmann Rielle       | PS        | GE     | |
| Benoît Genecand                | PLR       | GE     | |
| Roger Golay                    | MCG       | GE     | |
| Hugues Hiltpold                | PLR       | GE     | |
| Christian Lüscher              | PLR       | GE     | |
| Lisa Mazzone                   | Les Verts | GE     | |
| Yves Nidegger                  | UDC       | GE     | |
| Carlo Sommaruga                | PS        | GE     | |
| Manuel Tornare                 | PS        | GE     | |
| Martin Landolt                 | PBD       | GL     | réélu avec 5 423 voix |
| Heinz Brand                    | UDC       | GR     | réélu avec 23 183 voix |
| Duri Campell (de)              | PBD       | GR     | élu avec 12 570 voix |
| Martin Candinas                | PDC       | GR     | réélu avec 21 782 voix |
| Magdalena Martullo-Blocher     | UDC       | GR     | élue avec 18 901 voix |
| Silva Semadeni                 | PS        | GR     | réélue avec 14 863 voix |
| Pierre-Alain Fridez            | PS        | JU     | réélu avec 8 301 voix |
| Jean-Paul Gschwind             | PDC       | JU     | réélu avec 8 728 voix |
| Prisca Birrer-Heimo            | PS        | LU     | réélue avec 33 650 voix |
| Yvette Estermann               | UDC       | LU     | réélue avec 44 237 voix |
| Ida Glanzmann-Hunkeler         | PDC       | LU     | réélue avec 47 143 voix |
| Andrea Gmür                    | PDC       | LU     | élue avec 30 583 voix |
| Franz Grüter                   | UDC       | LU     | élu avec 39 985 voix |
| Leo Müller                     | PDC       | LU     | réélu avec 42 389 voix |
| Felix Müri                     | UDC       | LU     | réélu avec 42 811 voix |
| Louis Schelbert                | Les Verts | LU     | réélu avec 23 113 voix |
| Peter Schilliger               | PLR       | LU     | réélu avec 33 378 voix |
| Albert Vitali                  | PLR       | LU     | réélu avec 36 183 voix |
| Philippe Bauer                 | PLR       | NE     | élu avec 11 364 voix |
| Raymond Clottu                 | UDC       | NE     | réélu avec 8 158 voix |
| Denis de la Reussille          | PST       | NE     | élu avec 10 921 voix |
| Jacques-André Maire            | PS        | NE     | réélu avec 14 025 voix |
| Peter Keller                   | UDC       | NW     | réélu avec 13 380 voix |
| Karl Vogler                    | PCS       | OW     | réélu avec 9 911 voix |
| Thomas Ammann (de)             | PDC       | SG     | élu avec 22 239 voix |
| Toni Brunner                   | UDC       | SG     | réélu avec 74 777 voix |
| Roland Rino Büchel             | UDC       | SG     | réélu avec 54 544 voix |
| Jakob Büchler                  | PDC       | SG     | réélu avec 29 066 voix |
| Marcel Dobler                  | PLR       | SG     | élu avec 22 390 voix |
| Claudia Friedl                 | PS        | SG     | réélue avec 27 598 voix |
| Barbara Gysi                   | PS        | SG     | réélue avec 32 973 voix |
| Barbara Keller-Inhelder        | UDC       | SG     | élue avec 46 960 voix |
| Walter Müller                  | PLR       | SG     | réélu avec 37 769 voix |
| Thomas Müller                  | UDC       | SG     | réélu avec 57 124 voix |
| Lukas Reimann                  | UDC       | SG     | réélu avec 71 892 voix |
| Markus Ritter                  | PDC       | SG     | réélu avec 37 180 voix |
| Thomas Hurter                  | UDC       | SH     | réélu avec 16 028 voix |
| Martina Munz                   | PS        | SH     | réélue avec 10 711 voix |
| Kurt Fluri                     | PLR       | SO     | réélu avec 21 317 voix |
| Philipp Hadorn                 | PS        | SO     | réélu avec 10 565 voix |
| Bea Heim                       | PS        | SO     | réélue avec 12 487 voix |
| Christian Imark                | UDC       | SO     | élu avec 24 185 voix |
| Stefan Müller-Altermatt        | PDC       | SO     | réélu avec 13 076 voix |
| Walter Wobmann                 | UDC       | SO     | réélu avec 30 502 voix |
| Marcel Dettling                | UDC       | SZ     | élu avec 20 502 voix |
| Alois Gmür                     | PDC       | SZ     | réélu avec 16 835 voix |
| Petra Gössi                    | PLR       | SZ     | réélue avec 19 780 voix |
| Pirmin Schwander               | UDC       | SZ     | réélu avec 27 392 voix |
| Edith Graf-Litscher            | PS        | TG     | réélue avec 16 922 voix |
| Markus Hausammann              | UDC       | TG     | réélu avec 31 282 voix |
| Verena Herzog                  | UDC       | TG     | réélue avec 31 455 voix |
| Hermann Hess (de)              | PLR       | TG     | élu avec 11 889 voix |
| Christian Lohr                 | PDC       | TG     | réélu avec 22 356 voix |
| Hansjörg Walter                | UDC       | TG     | réélu avec 36 721 voix |
| Marina Carobbio Guscetti       | PS        | TI     | réélue avec 26 960 voix |
| Ignazio Cassis                 | PLR       | TI     | réélu avec 31 183 voix |
| Marco Chiesa                   | UDC       | TI     | élu avec 17 263 voix |
| Giovanni Merlini               | PLR       | TI     | réélu avec 35 236 voix |
| Roberta Pantani                | Lega      | TI     | réélue avec 28 737 voix |
| Lorenzo Quadri                 | Lega      | TI     | réélu avec 35 245 voix |
| Fabio Regazzi                  | PDC       | TI     | réélu avec 30 794 voix |
| Marco Romano                   | PDC       | TI     | réélu avec 33 029 voix |
| Beat Arnold                    | UDC       | UR     | élu avec 6 409 voix |
| Cesla Amarelle                 | PS        | VD     | réélue avec 44 078 voix |
| Claude Béglé                   | PDC       | VD     | |
| Frédéric Borloz                | PLR       | VD     | |
| Daniel Brélaz                  | Les Verts | VD     | |
| Michaël Buffat                 | UDC       | VD     | |
| Isabelle Chevalley             | PVL       | VD     | |
| Fathi Derder                   | PLR       | VD     | |
| Olivier Feller                 | PLR       | VD     | |
| Jean-Pierre Grin               | UDC       | VD     | |
| Ada Marra                      | PS        | VD     | |
| Isabelle Moret                 | PLR       | VD     | |
| Jacques Nicolet                | UDC       | VD     | |
| Roger Nordmann                 | PS        | VD     | |
| Guy Parmelin                   | UDC       | VD     | réélu avec 49 605 voix puis élu au Conseil fédéral le 9 décembre 2015, Alice Glauser le remplace dès le 1er janvier 2016 comme première vient-ensuite.         |
| Rebecca Ruiz                   | PS        | VD     | |
| Jean Christophe Schwaab        | PS        | VD     | |
| Adèle Thorens Goumaz           | Les Verts | VD     | |
| Laurent Wehrli                 | PLR       | VD     | |
| Jean-Luc Addor                 | UDC       | VS     | élu avec 15 221 voix |
| Viola Amherd                   | PDC       | VS     | réélu avec 29 259 voix puis élu au Conseil fédéral le 5 décembre 2018, Philipp Matthias Bregy la remplace dès le 1er janvier 2016 comme premier vient-ensuite. |
| Yannick Buttet                 | PDC       | VS     | réélu avec 43 584 voix |
| Géraldine Marchand-Balet       | PDC       | VS     | élue avec 32 017 voix |
| Philippe Nantermod             | PLR       | VS     | élu avec 30 253 voix |
| Mathias Reynard                | PS        | VS     | réélu avec 33 469 voix |
| Franz Ruppen                   | UDC       | VS     | élu avec 22 715 voix |
| Roberto Schmidt                | PDC       | VS     | élu avec 27 425 voix |
| Thomas Aeschi                  | UDC       | ZG     | réélu avec 17 034 voix |
| Bruno Pezzatti                 | PLR       | ZG     | réélu avec 10 174 voix |
| Gerhard Pfister                | PDC       | ZG     | réélu avec 16 134 voix |
| Jacqueline Badran              | PS        | ZH     | réélue avec 125 795 voix |
| Martin Bäumle                  | PVL       | ZH     | réélu avec 75 493 voix |
| Hans Egloff                    | UDC       | ZH     | réélu avec 135 338 voix |
| Doris Fiala                    | PLR       | ZH     | réélue avec 85 669 voix |
| Chantal Galladé                | PS        | ZH     | réélue avec 115 196 voix |
| Bastien Girod                  | Les Verts | ZH     | réélu avec 70 267 voix |
| Balthasar Glättli              | Les Verts | ZH     | réélu avec 59 645 voix |
| Tim Guldimann                  | PS        | ZH     | élu avec 102 756 voix |
| Thomas Hardegger (de)          | PS        | ZH     | réélu avec 102 104 voix |
| Alfred Heer                    | UDC       | ZH     | réélu avec 142 983 voix |
| Maja Ingold                    | PEV       | ZH     | réélue avec 30 229 voix |
| Angelo Barrile                 | PS        | ZH     | remplace Daniel Jositsch élu au conseil des États |
| Roger Köppel                   | UDC       | ZH     | élu avec 178 090 voix |
| Min Li Marti                   | PS        | ZH     | élue avec 94 867 voix |
| Thomas Matter                  | UDC       | ZH     | réélu avec 141 215 voix |
| Mattea Meyer                   | PS        | ZH     | élue avec 98 888 voix |
| Tiana Angelina Moser           | PVL       | ZH     | réélue avec 53 584 voix |
| Martin Naef                    | PS        | ZH     | réélu avec 102 300 voix |
| Hans-Ulrich Bigler (de)        | PLR       | ZH     | remplace Ruedi Noser élu au conseil des États le 22 novembre 2015                                                                                              |
| Hans-Peter Portmann            | PLR       | ZH     | réélu avec 82 395 voix |
| Rosmarie Quadranti             | PBD       | ZH     | réélue avec 30 372 voix |
| Natalie Rickli                 | UDC       | ZH     | réélue avec 167 185 voix |
| Kathy Riklin                   | PDC       | ZH     | réélue avec 36 201 voix |
| Gregor Rutz                    | UDC       | ZH     | réélu avec 144 629 voix |
| Regine Sauter                  | PLR       | ZH     | élue avec 71 701 voix |
| Barbara Schmid-Federer (de)    | PDC       | ZH     | réélue avec 39 445 voix |
| Priska Seiler Graf             | PS        | ZH     | élue avec 91 309 voix |
| Jürg Stahl                     | UDC       | ZH     | réélu avec 132 800 voix |
| Barbara Steinemann             | UDC       | ZH     | élue avec 131 018 voix |
| Mauro Tuena                    | UDC       | ZH     | élu avec 125 066 voix |
| Hans-Ueli Vogt                 | UDC       | ZH     | élu avec 140 311 voix |
| Bruno Walliser                 | UDC       | ZH     | élu avec 128 661 voix |
| Beat Walti                     | PLR       | ZH     | réélu avec 78 306 voix |
| Thomas Weibel                  | PVL       | ZH     | réélu avec 40 751 voix |
| Claudio Zanetti                | UDC       | ZH     | élu avec 125 822 voix |

### Conseil des États
| Canton                                        |  | Siège 1              | Parti |                          | Siège 2                  | Parti                    |
| --------------------------------------------- |  | -------------------- | ----- | ------------------------ | ------------------------ | ------------------------ |
| Zurich                                        |  | Daniel Jositsch      | PSS   |                          | Ruedi Noser              | PLR                      |
| Berne                                         |  | Werner Luginbühl*    | PBD   |                          | Hans Stöckli*            | PSS                      |
| Lucerne                                       |  | Konrad Graber*       | PDC   |                          | Damian Müller            | PLR                      |
| Uri                                           |  | Isidor Baumann*      | PDC   |                          | Josef Dittli             | PLR                      |
| Schwytz                                       |  | Peter Föhn*          | UDC   |                          | Alex Kuprecht*           | UDC                      |
| Nidwald                                       |  | Hans Wicki           | PLR   | un seul siège à pourvoir | un seul siège à pourvoir | un seul siège à pourvoir |
| Obwald                                        |  | Erich Ettlin         | PDC   | un seul siège à pourvoir | un seul siège à pourvoir | un seul siège à pourvoir |
| Glaris                                        |  | Thomas Hefti*        | PLR   |                          | Werner Hösli*            | UDC                      |
| Zoug                                          |  | Joachim Eder*        | PLR   |                          | Peter Hegglin            | PDC                      |
| Fribourg                                      |  | Christian Levrat*    | PSS   |                          | Beat Vonlanthen          | PDC                      |
| Soleure                                       |  | Pirmin Bischof*      | PDC   |                          | Roberto Zanetti*         | PSS                      |
| Bâle-Campagne                                 |  | Claude Janiak*       | PSS   | un seul siège à pourvoir | un seul siège à pourvoir | un seul siège à pourvoir |
| Bâle-Ville                                    |  | Anita Fetz*          | PSS   | un seul siège à pourvoir | un seul siège à pourvoir | un seul siège à pourvoir |
| Schaffhouse                                   |  | Hannes Germann*      | UDC   |                          | Thomas Minder*           | DVD/SE                   |
| Appenzell Rhodes-Extérieures                  |  | Andrea Caroni        | PLR   | un seul siège à pourvoir | un seul siège à pourvoir | un seul siège à pourvoir |
| Appenzell Rhodes-Intérieures                  |  | Ivo Bischofberger*   | PDC   | un seul siège à pourvoir | un seul siège à pourvoir | un seul siège à pourvoir |
| Saint-Gall                                    |  | Karin Keller-Sutter* | PLR   |                          | Paul Rechsteiner*        | PSS                      |
| Grisons                                       |  | Stefan Engler*       | PDC   |                          | Martin Schmid*           | PLR                      |
| Argovie                                       |  | Pascale Bruderer*    | PSS   |                          | Philipp Müller           | PLR                      |
| Thurgovie                                     |  | Roland Eberle*       | UDC   |                          | Brigitte Häberli-Koller* | PDC                      |
| Tessin                                        |  | Fabio Abate*         | PLR   |                          | Filippo Lombardi*        | PDC                      |
| Vaud                                          |  | Olivier Français     | PLR   |                          | Géraldine Savary*        | PSS                      |
| Valais                                        |  | Jean-René Fournier*  | PDC   |                          | Beat Rieder              | PDC                      |
| Neuchâtel                                     |  | Didier Berberat*     | PSS   |                          | Raphaël Comte*           | PLR                      |
| Genève                                        |  | Robert Cramer*       | PES   |                          | Liliane Maury Pasquier*  | PSS                      |
| Jura                                          |  | Claude Hêche*        | PSS   |                          | Anne Seydoux-Christe*    | PDC                      |
| * signifie que le candidat sortant est réélu. |  |                      |       |                          |                          |                          |

## Groupes parlementaires
| Groupe                                   |    | Président            | Partis                              | Total | CN | CE |
| ---------------------------------------- | -- | -------------------- | ----------------------------------- | ----- | -- | -- |
| Groupe de l'Union démocratique du centre | V  | Thomas Aeschi        | 69 UDC, 2 Lega, 1 MCG, 2 sans parti | 74    | 68 | 6  |
| Groupe socialiste                        | S  | Roger Nordmann       | 54 PS                               | 54    | 42 | 12 |
| Groupe libéral-radical                   | RL | Beat Walti           | 45 PLR                              | 45    | 33 | 12 |
| Groupe PDC                               | C  | Filippo Lombardi     | 40 PDC, 2 PEV, 1 PCS Obwalden       | 43    | 29 | 14 |
| Groupe des Verts                         | G  | Balthasar Glättli    | 12 PES, 1 PdT                       | 13    | 12 | 1  |
| Groupe PBD                               | BD | Rosmarie Quadranti   | 8 PBD                               | 8     | 7  | 1  |
| Groupe vert'libéral                      | GL | Tiana Angelina Moser | 8 PVL                               | 8     | 8  | 0  |